# Waiting for Duffman
Waiting for Duffman é o décimo sétimo episódio da vigésima sexta temporada do seriado de animação de comédia de situação The Simpsons, sendo exibido originalmente na noite de 15 de Março de 2015 pela Fox Broadcasting Company (FOX) nos Estados Unidos. O título é uma paródia do filme Waiting for Guffman.
O episódio é dedicado a Sam Simon, um dos desenvolvedores da série, que morreu em 8 de março de 2015 em decorrência de um câncer de cólon.

## Produção
R. Lee Ermey interpreta no episódio o Coronel Leslie Hapablap, papel que ele havia interpretado em Sideshow Bob's Last Gleaming, na sétima temporada da série.

## Enredo
Barry Huffman (o homem que interpreta Duffman) é submetido a uma cirurgia de substituição de quadril após uma lesão durante um desfile e se aposenta. A cervejaria Duff Beer, do proprietário Howard K. Duff VII, realiza um reality show chamado 'Então você acha que pode ser Duff?', apresentado por Cat Deeley, para encontrar seu substituto. Os juízes desta competição são Der Zip Zorp (um artista eletrônico que usa um capacete com um monitor de computador), Missy LeBeau (ex-Duff Girl e atual senadora de Oklahoma), e Rajneesh Superstar (um empresário bilionário de Mumbai). A competição é feroz até que apenas Homer Simpson e outro concorrente permanecem. Homer vence a competição depois que o outro competidor foi desclassificado quando Der Zip Zorp detectou uma tatuagem do concorrente da Duff Beer, Olde Ogdenville Ale, nas suas costas. 
Howard K. Duff VII insere em Homer um chip que revelará se ele beber, pois ele terá que permanecer sóbrio em seu trabalho. Enquanto sóbrio, Homer percebe a miséria que Duff está causando às pessoas e ao ambiente de Springfield. Em um evento de automobilismo, ele distribui cerveja sem álcool na tentativa de convencer o público que o álcool não é essencial. Isso os irrita e eles formam uma multidão enfurecida. Howard K. Duff conta a Homer que não há nenhum chip implantado nele, e ele então volta a beber pesado.
Após o incidente, Howard K. Duff procura Barry Huffman (que agora trabalha em um café) e o convence a retomar seu antigo emprego.

## Recepção

### Audiência
De acordo com o instituto de medição de audiência Nielsen Ratings, o episódio foi visto em sua exibição original por 3,59 milhões de telespectadores e recebeu uma quota de 1,5/5 na demográfica de idades 18-49. O show foi o segundo mais visto da FOX naquela noite, perdendo para The Last Man On Earth, que alcançou 3,76 milhões de pessoas.

### Avaliação Crítica
Dennis Perkins, do The A.V. Club, deu ao episódio a classificação "C" e disse que "é uma premissa firmemente no lugar correto, o show simplesmente existe, um espaço funcional em uma longa temporada."

## Ligações Externas
- "Waiting for Duffman" (em inglês) no IMDb